# Martin Hellman
 (novembre 2013).
Si vous disposez d'ouvrages ou d'articles de référence ou si vous connaissez des sites web de qualité traitant du thème abordé ici, merci de compléter l'article en donnant les références utiles à sa vérifiabilité et en les liant à la section « Notes et références ».
Pour les articles homonymes, voir Hellman.
Martin E. Hellman (né le 2 octobre 1945) est un cryptologue américain, connu pour ses travaux sur la cryptographie asymétrique.

## Biographie
En 1966, Martin Hellman obtient un bachelor à l'Université de New York, suivi d'un master à l'université Stanford en 1967 et un doctorat en 1969. De 1968 à 1969, il travaille chez IBM où il rencontre un autre cryptologue très connu, Horst Feistel. De 1969 à 1971, il est professeur assistant au Massachusetts Institute of Technology. En 1971, il retourne à Stanford pour poursuivre ses recherches.
Il a pris sa retraite de l'université en 1996, mais continue de travailler sur des sujets liés à la cryptographie et à la sécurité de l'information comme conférencier invité, consultant et membre de divers comités et groupes de recherche. 

## Travaux
Martin E. Hellman est surtout connu pour avoir créé, avec Whitfield Diffie, le concept de cryptographie à clé publique et privé  en 1976. Cette découverte a révolutionné le domaine de la cryptographie, en offrant une méthode de cryptage plus facile à utiliser et plus sécurisée que les méthodes traditionnelles de cryptage à clé secrète.
En plus de ses contributions à la cryptographie à clé publique, Martin E. Hellman a travaillé sur de nombreux autres sujets liés à la cryptographie et à la sécurité de l'information. En 1980, il a travaillé sur la sécurité des réseaux informatiques et a proposé une méthode de protection des mots de passe appelée le schéma de cryptographie de mot de passe à usage unique (ou OTP en anglais). Ce schéma utilise des mots de passe générés aléatoirement qui ne peuvent être utilisés qu'une seule fois, ce qui rend plus difficile leur interception et leur utilisation frauduleuse. Cette dernière a par la suite été améliorée par Philippe Oechslin.
Dans les années 1990, Martin E. Hellman a travaillé sur la cryptographie quantique et a proposé une méthode de cryptage quantique utilisant des paires d'ions piégés. Cette méthode permet de crypter des données avec une sécurité inconditionnelle, ce qui signifie qu'elle est inviolable même par les ordinateurs les plus puissants. Bien que cette méthode soit très prometteuse, sa mise en œuvre pratique reste encore très complexe.
En 2000, Martin E. Hellman a travaillé sur la protection de la vie privée sur Internet et a proposé une méthode de "désignation aveugle" pour permettre la collecte de données sans révéler l'identité des individus. Cette méthode utilise des protocoles de cryptographie à clé publique pour protéger la vie privée des utilisateurs tout en autorisant la collecte de données à des fins de recherche ou d'analyse.
En plus de ces travaux, Martin E. Hellman a également travaillé sur d'autres sujets tels que la sécurité des réseaux sans fil, la protection contre les attaques par force brute et la cryptographie homomorphique. Il a reçu de nombreux prix et distinctions pour ses contributions en cryptographie, notamment le prix Turing en 2015, qui est considéré comme la plus haute distinction en informatique.
Martin E. Hellman est aussi connu pour avoir travaillé sur une attaque appelée "attaque par compromis temps-mémoire" (time-memory trade-off attack en anglais), qui est souvent utilisée pour casser des mots de passe. Cette attaque consiste à pré-calculer des tables de hachage de mots de passe et à les stocker sur des disques durs, puis à utiliser ces tables pour trouver des correspondances entre les mots de passe chiffrés et leur forme originale. Celle-ci est fréquemment plus rapide que les méthodes traditionnelles de cassage de mots de passe et peut être utilisée pour casser des mots de passe relativement forts. 
Cependant, cette attaque n'a pas été développée pour casser des mots de passe, mais plutôt pour montrer qu'une certaine forme de cryptage par clé secrète peut être vulnérable à cette attaque. Cette attaque a été présentée dans un article scientifique de Martin E. Hellman et ses co-auteurs en 1980, intitulé "Cryptanalytic Time/Memory Trade-Offs for Knapsack Cryptosystems". Hellman a expliqué qu'il souhaitait mettre en évidence les vulnérabilités potentielles des systèmes de cryptage existants, plutôt que de les exploiter pour des activités malveillantes.
Martin Hellman a reçu le prix Paris Kanellakis en 1996, avec  Leonard Adleman, Whitfield Diffie, Ralph Merkle, Ronald Rivest et Adi Shamir pour la conception et la mise en pratique du concept de cryptographie à clé publique,.
Il reçoit le 1er mars 2016 le Prix Turing avec Whitfield Diffie.